# Lilian Bader
Pour les articles homonymes, voir Bader.
Lilian Bader (née Bailey le 18 février 1918 et morte le 14 mars 2015) est l'une des premières femmes noires à rejoindre les forces armées britanniques.

## Biographie

### Jeunesse
Lilian Bader est née au 19 Upper Stanhope Street dans le quartier de Toxteth Park à Liverpool. Son père est Marcus Bailey, un marin marchand de la Barbade qui a servi pendant la Première Guerre mondiale, et sa mère est une britannique d'origine irlandaise. 
En janvier 1927, alors que Lilian Bader a 8 ans, elle et ses deux frères deviennent orphelins. Elle est séparée de ses frères et placée dans un couvent, où elle reste jusqu'à l'âge de 20 ans. Elle témoigne de difficultés à trouver un emploi:  "J'étais à moitié antillaise, et personne, pas même les prêtres, n'osait risquer le ridicule en m'employant".

### Seconde Guerre mondiale
En 1939, au début de la Seconde Guerre mondiale, Bader s'enrôle dans la Navy, Army and Air Force Institutes (en) (NAAFI) à Catterick Camp, dans le Yorkshire.  Elle est l'une des premières femmes noires à rejoindre les forces armées britanniques,,,. Elle est licenciée au bout de sept semaines, lorsqu'un fonctionnaire londonien découvre que son père n'est pas né au Royaume-Uni,.
Le 28 mars 1941, elle s'enrôle dans la Women's Auxiliary Air Force (WAAF), après avoir appris que la Royal Air Force (RAF) acceptait des citoyens d'origine antillaise. Elle est formée à la réparation d'instruments, un métier nouvellement ouvert aux femmes. Elle devient ensuite cheffe d'aéronef et est finalement promue au grade de caporal.
En 1943, elle épouse Ramsay Bader, un conducteur de char servant dans le 147th (Essex Yeomanry) Field Regiment, Royal Artillery. Elle reçoit une compassionate discharge (en) en février 1944, lorsqu'elle tombe enceinte de son premier fils.

### Après-guerre
Après la guerre, Bader et son mari déménagent dans le Northamptonshire pour élever leurs deux fils,. Dans les années 1960, elle suit des cours du soir pour préparer les niveaux O et A, puis étudie à l'Université de Londres où elle obtient un Bachelor of Arts,. Par la suite, elle travaille comme enseignante. Ses mémoires, intitulés Together - Lilian Bader : Wartime Memoirs of a WAAF 1939-1944, sont publiés en 1989.

## Hommages
En 2018, pour célébrer le 100e anniversaire du droit de vote de la plupart des femmes, le journal The Voice répertorie Bader, aux côtés de Kathleen Wrasama, Olive Morris, Connie Mark, Fanny Eaton, Diane Abbott, Margaret Busby et Mary Seacole, parmi les huit femmes noires qui ont contribué au développement de la Grande-Bretagne. En octobre 2020, Bader entre dans l'Oxford Dictionary of National Biography.